# Tinea zalocoma
Tinea zalocoma är en fjärilsart som beskrevs av Edward Meyrick 1911. Tinea zalocoma ingår i släktet Tinea och familjen äkta malar.
Artens utbredningsområde är Sri Lanka. Inga underarter finns listade i Catalogue of Life.